# Wędrówki dinozaurów
Wędrówki dinozaurów (When Dinosaurs Roamed America) – dwugodzinny, złożony z dwóch odcinków serial produkcji amerykańskiej, opowiadający o życiu amerykańskich dinozaurów. Reżyserem tego filmu był Pierre de Lespinois, a narratorem w oryginalnej wersji John Goodman. Dinozaury przedstawione w tym serialu zostały przygotowane przez zespół paleoartystów oraz Marka Dubeau'a, znanego z przygotowania modeli także do innych produkcji filmowych. Animacje dinozaurów zostały natomiast stworzone przez Dona Wallera ze studia Meteor w Montrealu (Kanada). Fabułę serialu uzupełniają także komentarze paleontologów, np. Sankara Chatterjee. W Polsce emitowany był w 2007 na Discovery HD.

## Odcinek pierwszy

### Epizod pierwszy: okolice Nowego Jorku, późny trias, 225 mln lat temu
Przedstawione zwierzęta:
- Coelophysis
- Rutiodon
- Desmatosuchus[1]
- Icarosaurus
- Traversodon
- Megazostrodon („zagrany” przez niełaza plamistego)
- szarańczak (animacja)

Akcja serialu rozpoczyna się w dzisiejszym Nowym Jorku. Narrator opowiada jak wielkie wymierania permskie, doprowadziło do powstania nowych form życia w tym dinozaurów. Następnie akcja filmu przenosi się w jego okolice sprzed 225 milionów lat. Niewielki teropod – celofyz biegając po lesie poluje na owady i niewielkie gady, jak ikarozaur. Spotyka też niedinozaurowe archozaury jak Rutiodon czy Desmatosuchus. Celofyz jest tam przedstawiony jako szybki i zwinny oraz bardzo ciekawski, odnoszący sukcesy mieszkaniec ziemi.

### Epizod drugi: Pensylwania, wczesna jura, 200 milionów lat temu
Przedstawione zwierzęta:
- Syntarsus[2]
- Anchisaurus[3]
- Dilophosaurus

Polująca grupa megapnozaurów (określonych jako syntarsy) napotyka na anchizaura, który próbuje przed nimi uciec. Kiedy po niej nieudanej próbie ucieczki zostaje otoczony przez megapnozaury pojawia się dilofozaur, który odpędza je i zabija anchizaura. Po chwili pojawia się jego potomek, który rozpoczyna ucztę. Jakiś czas później grupka megapnozaurów próbuje pożywić się resztkami padliny anchizaura, jednak zostają od niej odpędziny przez dilofozaura. Narrator wyjaśnia, że w przyszłości syntarsy dadzą początek wielkim mięsożercom, takim jak tyranozaur czy allozaur, podczas gdy dalsza ewolucja anchizaura doprowadzi do powstania gigantycznych zauropodów.

### Epizod trzeci: Utah, późna jura, 150 milionów lat temu
Przedstawione zwierzęta:
- Ceratosaurus
- Allosaurus
- Apatosaurus
- Dryosaurus
- Stegosaurus
- Camarasaurus
- Anurognathus.

Akcja rozpoczyna się w porze suchej. Samica dryozaura z młodymi oraz stegozaur próbują dokopać się do resztek wody. Wtedy drapieżny ceratozaur atakuje grupkę dryozaurów i pożera jedno z młodych, jednak reszcie rodziny udaje się ukryć w pobliżu kamarazaurów. Obok przechadza się para stegozaurów. Samiec próbuje kopulować z samicą, jednak ona nie jest do tego gotowa. Później nadchodzi pora deszczowa. Do Utah przybywa stado apatozaurów. Allozaur bezskutecznie próbuje zaatakować młodego apatozaura. Nieco później ceratozaur znowu próbuje zapolować na dryozaury, jednak zostaje zabity przez allozaura. Pod koniec pory deszczowej apatozaury ponownie wyruszają w wędrówkę, podczas której jeden z nich spada do urwiskai łamie sobie nogę, po czym zostaje posiłkiem grupki allozaurów. Narrator wyjaśnia, że allozaury wkrótce wyginą, podczas gdy zauropody jeszcze długo będą występować na ziemi.

## Odcinek drugi

### Epizod czwarty: Nowy Meksyk, środkowa kreda, 90 milionów lat temu
Przedstawione zwierzęta:
- niezidentyfikowany celurozaur (określony w serialu jako „celurozaur”)[4]
- niezidentyfikowane dromeozaury (określone w oryginalnej serii jako „raptory”, podczas gdy w polskim wydaniu nazwane po prostu „dromeozaurami”
- Zuniceratops
- Nothronychus

Grupka dromeozaurów pożywia się na padlinie zuniceratopsa. Zwabiony zapachem padliny niezidentyfikowany celurozaur próbuje przyłączyć się do ,,uczty", jednak zostaje odgoniony przez dromeozaury. Jeden z nich podczas pogoni za celurozaurem napotyka notronycha, którego próbuje zaatakować. Roślinożercy udaje się jednak obronić przed atakiem. Tymczasem zuniceratopsy rozpoczynają okres godowy. Jeden z samców próbuje zdobyć względy samicy, jednak zostaje przez nią odrzucony. Rozpoczyna on walkę godową ze starym przywódcą stada, który podczas niej odnosi ranę. Zostaje on później zaatakowany przez dromeozaury, jednak z pomocą stada odpiera atak. Później stary, wyczerpany samiec zuniceratopsa upada na ziemię i staje się pożywieniem dromeozaurów, które nie przestały go śledzić. Tymczasem dochodzi do burzy i pożaru lasu. Zajęte konsumpcją padliny dromeozaury ignorują niebezpieczeństwo i zostają ogarnięte przez płomienie, natomiast reszta mieszkańców lasu rzuca się do ucieczki. Mimo wszystko większości dinozaurów uda się przetrwać pożar. Narrator stwierdza, że w ciągu milionów lat ewolucji zuniceratops przekształci się w triceratopsa, notronych powiększy jeszcze swoje rozmiary, a dromeozaury, mimo że pozostaną niewielkimi i zwinnymi dinozaurami, staną się jeszcze inteligentniejsze i bardziej przebiegłe.

### Epizod piąty: Południowa Dakota, 65 milionów lat temu
- Przedstawione zwierzęta:
- Tyrannosaurus
- Triceratops
- Anatotitan
- Quetzalcoatlus
- Ornithomimus (zidentyfikowany na stronie serialu)
- Purgatorius
- żółw („zagrany” przez żywe zwierzę)
- pająk („zagrany” przez żywe zwierzę)

Stada anatotytanów, ornitomimów i triceratopsów pasą się razem. Wyczuwając młodego tyranozaura triceratopsy formują obronny krąg. Nie mogąc się przedostać przez rogi i tarcze tych marginocefali młody tyranozaur atakuje żerującego na padlinie triceratopsa kecalkoatla, który jednak w porę odlatuje. Po nieudanym polowaniu młodzieniec wraca do rodziny. Następnego dnia rodzina tyranozaurów wspólnie idzie polować na anatotytany. Udaje im się wspólnie zabić jednego młodego przedstawiciela tego rodzaju. Podczas „uczty” na padlinie anatotytana w Zatokę Meksykańską uderza olbrzymi meteoryt. Zasypuje on wszystko w pobliżu wielu kilometrów rozgrzanymi odłamkami skalnymi, pyłami, gazami zamieniając rodzinę tyranozaurów w skamieliny i powodując wymieranie kredowe w wyniku którego ginie ponad 60% zwierząt. Jednak życiu udało się przetrwać ten kataklizm. Z kryjówki wyłaniają się żółw i purgatoriusy, którym udało się przetrwać ten kataklizm. Narrator informuje, że ze wszystkich dinozaurów udało się tylko ptakom, a pewnego dnia ludzie – potomkowie purgatoriusa wylądują na Księżycu i spróbują wyobrazić sobie czasy, kiedy dinozaury wędrowały po Ameryce. Jednak i tak żadna grupa zwierząt nie osiągnie nigdy takiej potęgi, jak niegdyś dinozaury.

## Podglądy wybranych części ciała dinozaurów
W serialu przedstawiony z blisko struktury ciała kilku dinozaurów:
- szkielet celofyza
- szkielet syntarsa
- system trawienny i kręgi szyjne kamarazaura
- czaszkę, kończyny, pazury i inne części ciała dromeozaurów
- strukturę skrzydeł kecalkoatla
- kończyny, klatkę piersiową i czaszkę tyranozaura
- szczękę i zęby anatotytana